# Бабушкін Володимир Олексійович
Володимир Олексійович Бабушкін (рос. Владимир Алексеевич Бабушкин; нар. 28 липня 1923) — радянський футбольний арбітр. Суддя всесоюзної категорії (1965), почесний суддя зі спорту (1978), представляв Москву.
Учасник німецько-радянської війни. Упродовж 1965—1971 роках обслуговував 23 гри вищої ліги СРСР. Працював у Московській міській і Російській республіканській колегіях суддів. Понад 20 років входив до складу президії Всесоюзної колегії суддів (ВКС).